# Bactrocera aquila
Bactrocera aquila är en tvåvingeart som först beskrevs av Drew 1989.  Bactrocera aquila ingår i släktet Bactrocera och familjen borrflugor. Inga underarter finns listade.